# Aconitum violaceum
Aconitum violaceum är en ranunkelväxtart som beskrevs av Venceslas Victor Jacquemont och Otto Stapf. Aconitum violaceum ingår i släktet stormhattar, och familjen ranunkelväxter.

## Underarter
Arten delas in i följande underarter:
- A. v. robustum
- A. v. weileri